# Peter Tsekenis
Peter Tsekenis (4 de agosto de 1973) é um ex-futebolista profissional australiano, atuava como defensor.

## Carreira
Peter Tsekenis representou a Seleção Australiana de Futebol, nas Olimpíadas de 1996, ele marcou um gol no evento.